# Marthasville
Marthasville är en ort i Warren County i Missouri. Vid 2020 års folkräkning hade Marthasville 1 245 invånare.